# Гэллико, Пол
Пол Гэллико (англ. Paul Gallico, 26 июля 1897 — 15 июля 1976) — американский писатель.

## Биография и творчество
Родился в семье композитора и пианиста итальянского происхождения Паоло Галлико и его жены, за два года до того перебравшихся в США из Австро-Венгрии. В 1921 году окончил Колумбийский университет.
Начал работать в нью-йоркской газете Daily News на должности кинообозревателя, но не преуспел на этом поприще и был переведён в спортивный отдел.
Для написания статьи о знаменитом боксере-профессионале Джеке Демпси журналист напросился на поединок с ним, чтобы понять, каково это — быть сбитым с ног чемпионом в тяжёлом весе. Гэллико продержался две минуты, по впечатлениям от поединка написал блестящую статью и прославился на всю Америку. В 1923 году он стал редактором отдела спорта и одним из лучших спортивных журналистов США.
С детства мечтой Гэллико было стать писателем, поэтому помимо статей о спорте он предлагал журналам Vanity Fair и Saturday Evening Post рассказы, а в 1936 году переехал в Европу и посвятил себя писательству.
В начале 1940-х годов он стал знаменит, выпустив трогательную и увлекательную книгу «Снежный гусь». С тех пор все его книги — бестселлеры. Самые известные из них — «Дженни» (1950), «Ослиное чудо» (1952), «Любовь к семи куклам» (1954), «Томасина» (1957), «Цветы для миссис Харрис» и «Миссис Харрис едет в Нью-Йорк» (1960). Он написал книгу о Святом Патрике — покровителе Ирландии. Сам Пол Гэллико был добрым покровителем животных: в доме у него жили большой дог и двадцать три кошки.

## Экранизации и адаптации
По книге «Любовь к семи куклам» поставлен фильм «Лили». Повесть «Томасина» экранизировали на киностудии Walt Disney Pictures под названием «Три жизни Томасины», продюсером выступил Уолт Дисней. В этом игровом фильме, поставленном режиссёром Доном Чеффи, в заглавной роли снималась настоящая кошка.
В 1991 году режиссёр Леонид Нечаев по мотивам повести «Томасина» снял на студии им. М. Горького фильм «Безумная Лори».
Экранизированы также «взрослые» книги Гэллико — «Приключение „Посейдона“» (дважды — в 1972 году («Приключение „Посейдона“», режиссёр Рональд Ним) и в 2006 («Посейдон», режиссёр Вольфганг Петерсен)) и её продолжение — «После приключений „Посейдона“» (фильм с тем же названием поставлен в 1979 году режиссёром Ирвином Алленом). Телеканал «Hallmark» также осуществил свою экранизацию «Приключения „Посейдона“», несколько видоизменив сюжет; режиссёром этой постановки стал Джон Патч. Антикоммунистический шпионский роман «Назначение: Париж» был экранизирован в США в 1952 году.
Телевизионный фильм Патрика Гарленда «Снежный гусь» (1971) завоевал Золотой глобус, был номинирован на премии BAFTA и Эмми. По мотивам «Снежного гуся» английская прогрессив-рок-группа Camel записала один из своих самых удачных альбомов — «The Snow Goose» (1974). Группа даже обращалась к Гэллико с просьбой написать тексты песен для альбома, но писатель, для которого название Camel ассоциировалось прежде всего с торговой маркой сигарет, отказался; более того, он даже подал на группу в суд с требованием запретить использование названия книги в качестве названия альбома. Этого ему, однако, добиться не удалось. Результатом судебного разбирательства стала надпись на обложке диска: «music inspired by» (музыка, вдохновлённая книгой).
В 1991 году режиссёр Кевин Джеймс Добсон снял телевизионный вестерн «Чудо в девственной глуши» с Крисом Кристофферсоном в главной роли по мотивам одноимённого рассказа писателя (1975).

## Произведения Гэллико на русском языке
«Томасина», «Дженни» и «Цветы для миссис Харрис» переведены на русский язык Натальей Трауберг, «Беззвучное мяу» (The Silent Miau: A Manual for Kittens, Strays and Homeless Cats, NY, 1964) — Александром Агапьевым, повесть «Посейдон» (The Poseidon Adventure) перевели на русский язык Александр Пахотин и Андрей Шаров. Рассказ «Белая гусыня» (The Snow Goose) переводился на русский язык неоднократно, впервые также Александром Пахотиным. Повесть «Снежинка» (Snowflake) издавалась в переводах О. Дормана (2017) и Ю. Полещук (2020).
В периодической печати появлялись также рассказы «Колдовская кукла» и «Страшный секрет мсье Бонваля», переведенные Екатериной Доброхотовой-Майковой; повесть «Цветы для миссис Харрис» — в журнале «Смена», перевод Павла Вязникова; рассказ «Римский парень» (Roman Kid, The Saturday Evening Post, Indy, 1938) — в журнале «Наука и жизнь» № 12 за 1983, переводчик Р. Костанян.